# Рьюз, Майкл
Майкл Рьюз (англ. Michael Ruse; 21 июня 1940, Бирмингем, Уорикшир — 1 ноября 2024) — философ науки. Наибольшую известность ему принесли работы, посвященные эволюционно-креационным дебатам и критерию демаркации. Автор многочисленных научных книг и статей, основатель научного журнала Biology and Philosophy.

## Биография
Родился в Англии и получил степень бакалавра в Бристольском университете, затем степень магистра в Университете Макмастера и степень Ph.D, снова в Бристольском университете.
Преподавал в Гуэлфском университете (Онтарио, Канада) в течение 35 лет. После ухода из оттуда с 2000 года он преподаёт в Университете штата Флорида, где является профессором философии. В 1986 году избран членом Королевского общества Канады и Американской ассоциации содействия развитию науки. Является почётным доктором университетов Бергена, Норвегия (1990), Макмастера, Онтарио, Канада (2003) и Нью-Брунсвика, Канада (2007).
Являлся главным свидетелем со стороны истца в процессе 1981 года Маклин против Арканзаса, предметом которого был закон штата, разрешающий преподавание «научного креационизма» в государственных школах Арканзаса. В итоге закон штата был признан неконституционным. В книге 1988 года Homosexuality: A Philosophical Inquiry он критикует представления социального конструкционизма о сексуальной ориентации. Философ Эдвард Стайн утверждает, что Рьюз не преуспевает в том, чтобы показать, что социальный конструкционизм ошибочен, называя его обсуждение поверхностным.
Наряду с несколькими учёными Рьюз прочитал лекцию в рамках Gifford Lectures в Университете Глазго. Его лекции по эволюционному натурализму, «Дарвинистское понимание эпистемологии» (англ. A Darwinian Understanding of Epistemology) и «Дарвинистское понимание этики» (англ. A Darwinian Understanding of Ethics) были изданы в сборнике The Nature and Limits of Human Understanding. Рьюз регулярно дискутирует с Уильямом Дембским, сторонником «разумного замысла». М. Рьюз придерживается мнения, что эволюционное учение не противоречит христианству.
Умер в возрасте 84 лет.

## Избранные работы
- The Darwinian revolution (1979) ISBN 0-226-73164-2
- Is science sexist? and other problems in the biomedical sciences (1981) ISBN 90-277-1250-6
- Darwinism defended, a guide to the evolution controversies (1982) ISBN 0-201-06273-9
- Sociobiology, sense or nonsense? (1st ed. 1979, 2nd ed. 1985) ISBN 90-277-1798-2
- Taking Darwin seriously: a naturalistic approach to philosophy (1986) ISBN 0-631-13542-1
- Homosexuality: a philosophical inquiry (1988) ISBN 0-631-17553-9
- The Philosophy of biology today (1988) ISBN 0-88706-911-8
- The Darwinian paradigm: essays on its history, philosophy and religious implications (1989) ISBN 0-415-08951-4
- Evolutionary naturalism: selected essays (1995) ISBN 0-415-08997-2
- Monad to man: the concept of progress in evolutionary biology (1996) ISBN 0-674-58220-9
- But is it science? the philosophical question in the creation/evolution controversy (1996) ISBN 0-87975-439-7
- Mystery of mysteries: is evolution a social construction? (1999) ISBN 0-674-00543-0
- Biology and the foundation of ethics (1999) ISBN 0-521-55923-5
- Can a Darwinian be a Christian? the relationship between science and religion (2001) ISBN 0-521-63716-3
- The evolution wars: a guide to the debates (2003) ISBN 1-57607-185-5
- Darwin and Design: Does evolution have a purpose? (2003) ISBN 0-674-01631-9
- Darwinian Heresies (2004, editor with Robert J. Richards, Abigail Lustig) ISBN 978-1-139-45347-9
- The Evolution-Creation Struggle (2005) ISBN 0-674-01687-4
- Darwinism and its Discontents (2006) ISBN 0-521-82947-X
- The Cambridge Companion to the Origin of Species (editor with Robert J. Richards) ISBN 978-0-521-87079-5
- Philosophy after Darwin (2009) ISBN 0-691-13553-3
- Science and Spirituality: Making room for faith in the age of science (2010) ISBN 0-521-75594-8
- The Philosophy of Human Evolution (2012) ISBN 0-521-11793-3

На русском языке издавались
- Философия биологии (1977) М: Прогресс